# Iseki
La empresa Iseki Noki (井関農機 Iseki Nōki?), es un fabricante japonés de maquinaria agrícola (principalmente tractores, cosechadoras y trasplantadores de plantines de arroz). Su sede central se encuentra en la Ciudad de Matsuyama de la Prefectura de Ehime.
Los productos de la marca Iseki fueron distribuidos en España desde 1975 por la empresa Agria Hispania, sita en Amorebieta (Vizcaya), España hasta el año 2018, año en el que dejaron la distribución.

## Características
Cotiza en el Panel General de la Bolsa de Tokio desde el 26 de junio de 1961, siendo su código el 6310.
Es el principal fabricante exclusivo de maquinaria agrícola de Japón. Sus productos llevan la marca Iseki (ヰセキ?). Durante la década de 1960 se destacó por sus innovaciones, entre las que se pueden mencionar la trasplantadora de plantines optimizada para el cultivo de arroz y la primera cosechadora japonesa.

## Datos
- Razón social: Iseki Noki S.A. (井関農機株式会社 Iseki Nōki Kabushikigaisha?)
- Razón social (inglés): Iseki & Co., Ltd.
- Fundación: 6 de abril de 1936
- Sede central: 〒799-2692 Umakichō 700, Ciudad de Matsuyama, Prefectura de Ehime
- Teléfono: 089-979-6111
- Director ejecutivo: Hiroyuki Nakano (中野 弘之 Nakano Hiroyuki?)
- Cantidad de empleados: 712 (al 31 de marzo de 2007)

## Historia
- 1926: Kunisaburo Iseki (井関邦三郎 Iseki Kunisaburō?) funda en la Ciudad de Matsuyama la empresa Comercial Agrícola Iseki (井関農具商会 Iseki Nōgushōkai?).
- 1936: se reorganiza como Iseki Noki S.A.
- 1961: lanza el "TC10", un tractor pequeño.
- 1962: inicia la importación de tractores Porsche.
- 1966: suspende la importación de tractores Porsche y lanza su propia línea (Serie TB).
- 1967: inicia la producción de cosechadoras y trasplantadores de plantines de arroz.
- 1970: lanza la línea de tractores TS.
- 1975: los tractores sufren un importante cambio de modelo, asimismo dejan de ser rojos para pasar a ser azules.
- 2003: se constituye Iseki Noki S.A. en la provincia china de Jiangsu.